# T-Mobile Team
T-Mobile Team (Kod UCI: TMO) – była niemiecka zawodowa grupa kolarska, która znajdowała się w grupie 20 najlepszych drużyn, czyli w UCI ProTeams.
Głównym sponsorem grupy była sieć telefonii komórkowej T-Mobile.
Grupa została założona w roku 1991 jako Team Telekom, a była sponsorowana przez spółkę nadrzedną T-Mobile - Deutsche Telekom. W 2004 nazwa zespołu została zmieniona na T-Mobile Team i pod taką nazwą występowała ona w wyścigach do końca sezonu 2007.

## Nazwa grupy w poszczególnych latach
| lata      | nazwa         |
| --------- | ------------- |
| 1991–2003 | Team Telekom  |
| 2004–2007 | T-Mobile Team |

## Składy

### 2007
| Skład drużyny 2007 | Skład drużyny 2007   | Skład drużyny 2007 | Skład drużyny 2007               |
| Imię i nazwisko    | Data urodzenia       | Państwo            | Poprzednia grupa                 |
| ------------------ | -------------------- | ------------------ | -------------------------------- |
| Michael Barry      | 18 grudnia 1975      | Kanada             | Discovery Channel (2006)         |
| Eric Baumann       | 21 marca 1980        | Niemcy             | Wiesenhof (2003)                 |
| Lorenzo Bernucci   | 15 września 1979     | Włochy             | Fassa Bortolo (2005)             |
| Marcus Burghardt   | 30 czerwca 1983      | Niemcy             |                                  |
| Mark Cavendish     | 21 maja 1985         | Wielka Brytania    | Sparkasse (2006)                 |
| Gerald Ciolek      | 19 września 1986     | Niemcy             | Wiesenhof-Akud (2006)            |
| Scott Davis        | 22 kwietnia 1979     | Australia          | Tenax-Nobili Rubinetterie (2005) |
| Bernhard Eisel     | 17 lutego 1981       | Austria            | La Française des jeux (2006)     |
| Linus Gerdemann    | 16 września 1982     | Niemcy             | CSC (2005)                       |
| Bert Grabsch       | 19 czerwca 1975      | Niemcy             | Phonak Hearing Systems (2006)    |
| André Greipel      | 16 lipca 1982        | Niemcy             | Wiesenhof (2005)                 |
| Giuseppe Guerini   | 14 lutego 1970       | Włochy             | Polti (1998)                     |
| Roger Hammond      | 30 stycznia 1974     | Wielka Brytania    | Discovery Channel (2006)         |
| Adam Hansen        | 11 maja 1981         | Australia          | Aposport Krone Linz (2006)       |
| Greg Henderson     | 10 września 1976     | Nowa Zelandia      | Health Net-Maxxis (2006)         |
| Serhij Honczar     | 3 lipca 1970         | Ukraina            | Domina Vacanze-De Nardi (2005)   |
| Kim Kirchen        | 3 lipca 1978         | Luksemburg         | Fassa Bortolo (2005)             |
| Andreas Klier      | 15 stycznia 1976     | Niemcy             | Farm Frites (2000)               |
| Servais Knaven     | 6 marca 1971         | Holandia           | Quick Step-Innergetic (2006)     |
| André Korff        | 16 czerwca 1973      | Niemcy             | Team Bianchi (2003)              |
| Axel Merckx        | 8 sierpnia 1972      | Belgia             | Phonak Hearing Systems (2006)    |
| Aaron Olsen        | 11 stycznia 1978     | Stany Zjednoczone  | Saunier Duval-Prodir (2006)      |
| Jakob Piil         | 9 marca 1973         | Dania              | CSC (2006)                       |
| Marco Pinotti      | 25 lutego 1976       | Włochy             | Saunier Duval-Prodir (2006)      |
| František Raboň    | 26 września 1983     | Czechy             | PSK-Whirlpool (2005)             |
| Michael Rogers     | 20 grudnia 1979      | Australia          | Quick Step-Innergetic (2005)     |
| Stephan Schreck    | 15 lipca 1978        | Niemcy             |                                  |
| Patrik Sinkewitz   | 20 października 1980 | Niemcy             | Quick Step-Innergetic (2005)     |
| Thomas Ziegler     | 24 listopada 1980    | Niemcy             | Gerolsteiner (2005)              |
|                    |                      |                    |                                  |
| Źródło: UCI        |                      |                    |                                  |

### 2006
| Skład drużyny 2006                       | Skład drużyny 2006   | Skład drużyny 2006 | Skład drużyny 2006             |
| Imię i nazwisko                          | Data urodzenia       | Państwo            | Poprzednia grupa               |
| ---------------------------------------- | -------------------- | ------------------ | ------------------------------ |
| Eric Baumann                             | 21 marca 1980        | Niemcy             | Wiesenhof (2003)               |
| Lorenzo Bernucci                         | 15 września 1979     | Włochy             | Fassa Bortolo (2005)           |
| Marcus Burghardt                         | 30 czerwca 1983      | Niemcy             |                                |
| Scott Davies                             | 5 sierpnia 1995      | Wielka Brytania    |                                |
| Linus Gerdemann                          | 16 września 1982     | Niemcy             | CSC (2005)                     |
| Bastiaan Giling                          | 4 listopada 1982     | Holandia           | Rabobank GS3 (2004)            |
| André Greipel                            | 16 lipca 1982        | Niemcy             | Wiesenhof (2005)               |
| Giuseppe Guerini                         | 14 lutego 1970       | Włochy             | Polti (1998)                   |
| Serhij Honczar                           | 3 lipca 1970         | Ukraina            | Domina Vacanze-De Nardi (2005) |
| Siergiej Iwanow                          | 5 marca 1975         | Rosja              | Fassa Bortolo (2003)           |
| Matthias Kessler                         | 16 maja 1979         | Niemcy             |                                |
| Kim Kirchen                              | 3 lipca 1978         | Luksemburg         | Fassa Bortolo (2005)           |
| Andreas Klier                            | 15 stycznia 1976     | Niemcy             | Farm Frites (2000)             |
| Andreas Klöden                           | 22 czerwca 1975      | Niemcy             |                                |
| Bernhard Kohl                            | 4 stycznia 1982      | Austria            | Rabobank GS3 (2004)            |
| André Korff                              | 16 czerwca 1973      | Niemcy             | Team Bianchi (2003)            |
| Jörg Ludewig                             | 9 września 1975      | Niemcy             | Domina Vacanze-De Nardi (2005) |
| Eddy Mazzoleni                           | 29 lipca 1973        | Włochy             | Lampre-Caffita (2005)          |
| Daniele Nardello                         | 2 sierpnia 1972      | Włochy             | Mapei-Quick Step (2002)        |
| Olaf Pollack                             | 20 września 1973     | Niemcy             | Gerolsteiner (2004)            |
| František Raboň                          | 26 września 1983     | Czechy             | PSK-Whirlpool (2005)           |
| Michael Rogers                           | 20 grudnia 1979      | Australia          | Quick Step-Innergetic (2005)   |
| Bram Schmitz                             | 23 kwietnia 1977     | Holandia           | Bankgiroloterij (2003)         |
| Stephan Schreck                          | 15 lipca 1978        | Niemcy             |                                |
| Óscar Sevilla                            | 29 września 1976     | Hiszpania          | Phonak Hearing Systems (2004)  |
| Patrik Sinkewitz                         | 20 października 1980 | Niemcy             | Quick Step-Innergetic (2005)   |
| Jan Ullrich                              | 2 grudnia 1973       | Niemcy             | Team Bianchi (2003)            |
| Steffen Wesemann                         | 11 marca 1971        | Szwajcaria         |                                |
| Thomas Ziegler                           | 24 listopada 1980    | Niemcy             | Gerolsteiner (2005)            |
| Mark Cavendish (14 sie–31 gru, stażysta) | 21 maja 1985         | Wielka Brytania    | Sparkasse (2006)               |
|                                          |                      |                    |                                |
| Źródło: UCI                              |                      |                    |                                |

### 2005
| Skład drużyny 2005  | Skład drużyny 2005   | Skład drużyny 2005 | Skład drużyny 2005                  |
| Imię i nazwisko     | Data urodzenia       | Państwo            | Poprzednia grupa                    |
| ------------------- | -------------------- | ------------------ | ----------------------------------- |
| Rolf Aldag          | 25 sierpnia 1968     | Niemcy             | Helvetia-Commodore (1992)           |
| Eric Baumann        | 21 marca 1980        | Niemcy             | Wiesenhof (2003)                    |
| Marcus Burghardt    | 30 czerwca 1983      | Niemcy             |                                     |
| Bastiaan Giling     | 4 listopada 1982     | Holandia           | Rabobank GS3 (2004)                 |
| Giuseppe Guerini    | 14 lutego 1970       | Włochy             | Polti (1998)                        |
| Torsten Hiekmann    | 17 marca 1980        | Niemcy             |                                     |
| Siergiej Iwanow     | 5 marca 1975         | Rosja              | Fassa Bortolo (2003)                |
| Matthias Kessler    | 16 maja 1979         | Niemcy             |                                     |
| Andreas Klier       | 15 stycznia 1976     | Niemcy             | Farm Frites (2000)                  |
| Andreas Klöden      | 22 czerwca 1975      | Niemcy             |                                     |
| Bernhard Kohl       | 4 stycznia 1982      | Austria            | Rabobank GS3 (2004)                 |
| Tomáš Konečný       | 11 października 1973 | Czechy             | Ed System-ZVVZ (2003)               |
| André Korff         | 16 czerwca 1973      | Niemcy             | Team Bianchi (2003)                 |
| Francisco José Lara | 25 lutego 1977       | Hiszpania          | Costa de Almería-Paternina (2004)   |
| Daniele Nardello    | 2 sierpnia 1972      | Włochy             | Mapei-Quick Step (2002)             |
| Olaf Pollack        | 20 września 1973     | Niemcy             | Gerolsteiner (2004)                 |
| Jan Schaffrath      | 16 marca 1971        | Niemcy             |                                     |
| Bram Schmitz        | 23 kwietnia 1977     | Holandia           | Bankgiroloterij (2003)              |
| Stephan Schreck     | 15 lipca 1978        | Niemcy             |                                     |
| Óscar Sevilla       | 29 września 1976     | Hiszpania          | Phonak Hearing Systems (2004)       |
| Tobias Steinhauser  | 27 stycznia 1972     | Niemcy             | Team Bianchi (2003)                 |
| Jan Ullrich         | 2 grudnia 1973       | Niemcy             | Team Bianchi (2003)                 |
| Aleksandr Winokurow | 16 września 1973     | Kazachstan         | Casino (1999)                       |
| Christian Werner    | 28 czerwca 1979      | Niemcy             |                                     |
| Steffen Wesemann    | 11 marca 1971        | Niemcy             |                                     |
| Siergiej Jakowlew   | 21 kwietnia 1976     | Kazachstan         | Cantina Tollo-Acqua & Sapone (2001) |
| Erik Zabel          | 7 lipca 1970         | Niemcy             |                                     |
|                     |                      |                    |                                     |
| Źródło: UCI         |                      |                    |                                     |

## Sezony

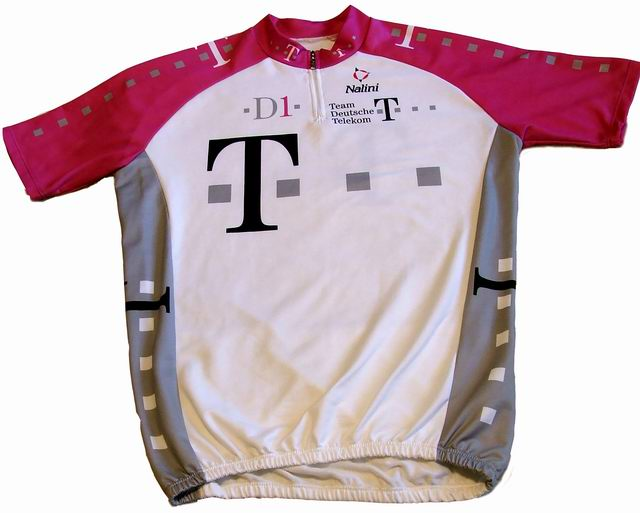
Koszulka z czasów, gdy grupa nosiła nazwę Team Deutsche Telekom

### 1991 - 2003
Grupa kolarska założona została jako Team Telekom w 1991, jej menadżerem został Walter Godefroot. Drużyna wkrótce stała się ważnym uczestnikiem międzynarodowych wyścigów kolarskich. W 1994, niemiecki sprinter kolarski Erik Zabel odniósł pierwsze zwycięstwo w pucharze świata w historii drużyny, wygrywając wyścig Paryż-Tours. Rok później Zabel wygrał dwa etapy w Tour de France 1995.

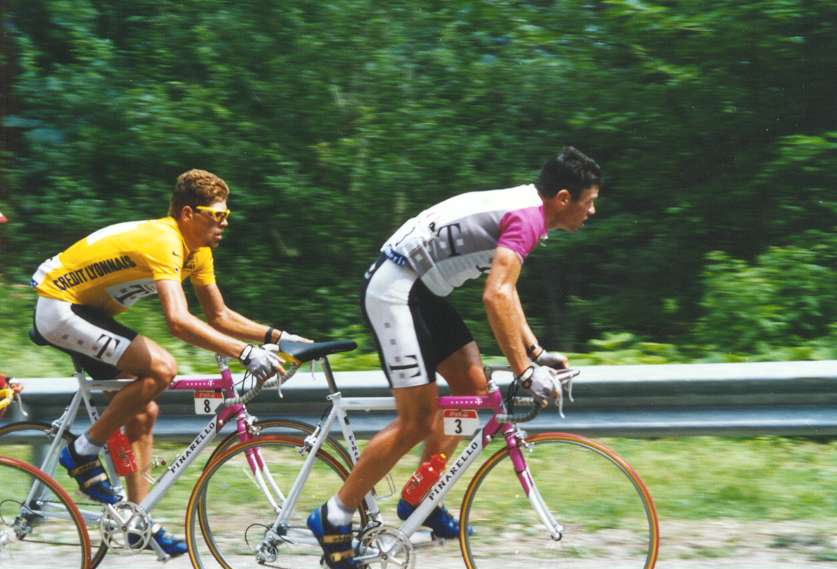
1997 Tour: Jan Ullrich w koszulce lidera, jadący z Udo Bölts jako pomocnikiem.

Następne dwa lata to największe sukcesy w światowym kolarstwie dla tego zespołu. Godefroot sprowadził do drużyny duńskiego kolarza Bjarnego Riisa, który zajął trzecie miejsce w Tour de France w 1995. Właśnie ten kolarz wygrał Tour de France 1996, podczas gdy drugie miejsce zajął 22 letni Niemiec, pomocnik zwycięzcy Jan Ullrich. Rok później na Tour de France 1997 kolarze zamienili się rolami i Ullrich z pomocą Riisa wygrał wyścig. Ponadto drużyna Team Telekom wygrała klasyfikację drużynową i została najlepszą drużyną wyścigu. Z kolei wcześniej w 1997 Riis odniósł mniej znaczące zwycięstwo wygrywając wyścig Amstel Gold Race.
Do dalszych sukcesów można zaliczyć wygranie w dwa lata z rzędu w 1997, 1998 przez Zabela wyścigu Mediolan-San Remo, oraz zdobycie drugiego piejsca przez Ullricha w Tour de France 1998 oraz w Tour de France 1999. Przypieczętowaniem dobrych startów drużyny w 1999 było zwycięstwo Ullricha w wyścigu Vuelta a España. Z kolei rok 2000 należał do Zabela, który wygrywając wyścigi Mediolan-San Remo i Amstel Gold Race wygrał w klasyfikacji generalnej pucharu świata. W roku 2001, Zabel wygrał już po raz czwarty wyścig Mediolan-San Remo. Z kolei Ullrich zajął drugie miejsce Tour de France 2001. Podkreśleniem dobrej postawy drużyny było łącznie 6 zwycięstw etapowych Zabela w Tour de France i Vuelta a España. Następne sukcesy drużynie przyniósł Kazach Aleksander Winokurow. Wygrał wyścig Paryż-Nicea w 2002 i w 2003 roku oraz dołożył do tych zwycięstw wygrane w Amstel Gold Race oraz w Tour de Suisse podkreślając swoją dobrą formę w roku 2003. Po odejściu Ullricha do nowo powstałej drużyny Team Bianchi w 2003, to właśnie Winokurow został liderem drużyny na Tour de France 2003 i ukończył ten wyścig na trzecim miejscu za Ullrichem. Do pozostałych sukcesów drużyny w roku 2003 można zaliczyć wygraną Zabela w wyścigu Paryż-Tours, oraz zwycięstwo włoskiego kolarza Danielego Nardella w Mistrzostwach Zurychu.

### 2004 - 2005

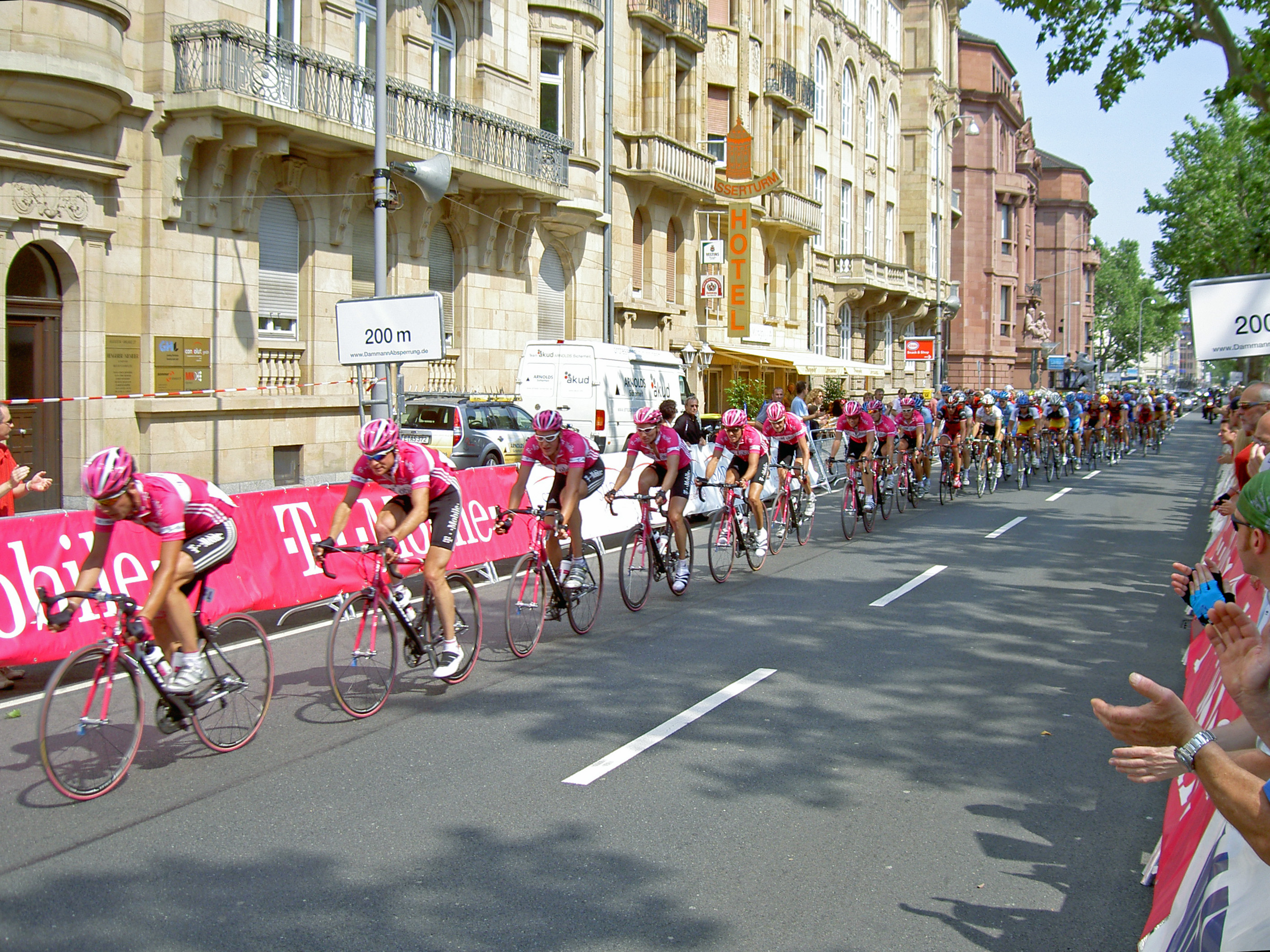
Grupa kolarzy T-Mobile Team na czele peletonu

W roku 2004, drużyna zmieniła nazwę na T-Mobile, a jej kolarze dalej odnosili sukcesy. W Tour de France 2004 liderem drużyny został Ullrich, który powrócił po roku do drużyny. Z kolei Winokurow nie brał udziału w Tour de France. Pomimo tego dwóch kolarzy T-Mobile zajęło miejsca w czołówce. Czwarte miejsce zajął Jan Ullrich, a drugie Andreas Klöden. Ponadto drużyna T-Mobile Team wygrała klasyfikację drużynową w tym wyścigu. Wiosną 2005 Winokurow wygrał klasyczny wyścig Liège-Bastogne-Liège. Tour de France 2005 okazał się udany dla drużyny. Ullrich, jadący w roli lidera drużyny, zajął trzecie miejsce w klasyfikacji generalnej a Aleksander Winokurow, jadący jako wspierający go kolarz, zajął piąte miejsce. Wygrał również dwa etapy, w tym finałowy etap kończący się na Polach Elizejskich. Z kolei włoski kolarz Giuseppe Guerini wygrał jeden etap, a drużyna T-Mobile Team po raz drugi z rzędu wygrała klasyfikację drużynową. Jednak rok 2005 nie był do końca udany dla drużyny T-Mobile. W lipcu pod koniec Tour de France Aleksander Winokurow, któremu kończył się kontrakt ogłosił, że odchodzi z drużyny by mieć możliwość wygrania Touru jako kapitan drużyny i po zakończeniu wyścigu podpisał kontrakt z Liberty Seguros. To nie był koniec osłabień drużyny. Po 13 latach w Team Telekom i T-Mobile Team, Erik Zabel podpisał we wrześniu 2005 kontrakt z powstającą drużyną Team Milram. Ponadto przed rozpoczęciem sezonu 2006 Walter Godefroot ustąpił z pozycji menadżera T-Mobile i Olaf Ludwig zastąpił go na tej pozycji.

### 2006
Wśród trzynastu zawodników, którzy zostali wykluczeni z Tour de France 2006 w związku z hiszpańskim skandalem dopingowym, dwóch należało do ekipy T-Mobile. Byli to Jan Ullrich (jeden z faworytów wyścigu) oraz Oscar Sevilla, przez co drużyna T-Mobile wystartowała w siedmioosobowym składzie, ponieważ afera została ujawniona na dzień przed startem wyścigu. Ponadto 9 lipca drużyna T-Mobile ogłosiła zwolnienie dyrektora Rudy'ego Pevenage'a za jego powiązania z Janem Ullrichem w sprawie hiszpańskiej afery dopingu krwi. W związku z brakiem oświadczeń, czy też próbami oczyszczenia z zarzutów ze strony podejrzanych zawodników, zostali oni zwolnieni z drużyny 21 lipca 2006 roku. Pomimo niekorzystnych wydarzeń dla T-Mobile drużyna poradziła sobie dobrze podczas Tour de France 2006. Po raz trzeci z rzędu wygrała klasyfikację drużynową, a jej zawodnik Andreas Klöden zajął trzecie miejsce na podium. Ponadto Matthias Kessler wygrał 3 etap, a Serhij Honczar wygrał 7 i 19 etap (obydwa to jazda indywidualna na czas) oraz jechał w koszulce lidera przez trzy dni (na etapach 8-10).

### 2007
W wyniku afery dopingowej główny sponsor grupy, Deutsche Telekom, z końcem listopada odstąpił od umowy sponsorskiej. Podobnie postąpiła firma Audi, wyposażająca team w samochody, jak również koncern Adidas, ubierający kolarzy. Grupa jako Team High Road oraz Team Columbia utrzymała współpracę z dostawcą rowerów Giant. Grupa została rozwiązana ostatecznie w 2011 roku.